# Kastell Mursa
Das Kastell Mursa war ein römisches Militärlager, dessen Besatzung für Sicherungsaufgaben im Grenzraum des Limes Pannonicus an einer wichtigen Straßenbrücke zuständig war. In Pannonien bildete die Donau als Flussgrenze eine natürliche Barriere zwischen dem römischen Reich und dem Barbaricum. Der etwas rückwärtig zu dieser Grenzlinie an der Drau gegründete Garnisonsort befindet sich heute auf der Gemarkung von Osijek (Esseg), einer kroatischen Stadt in der Gespanschaft Osijek-Baranja.

## Lage

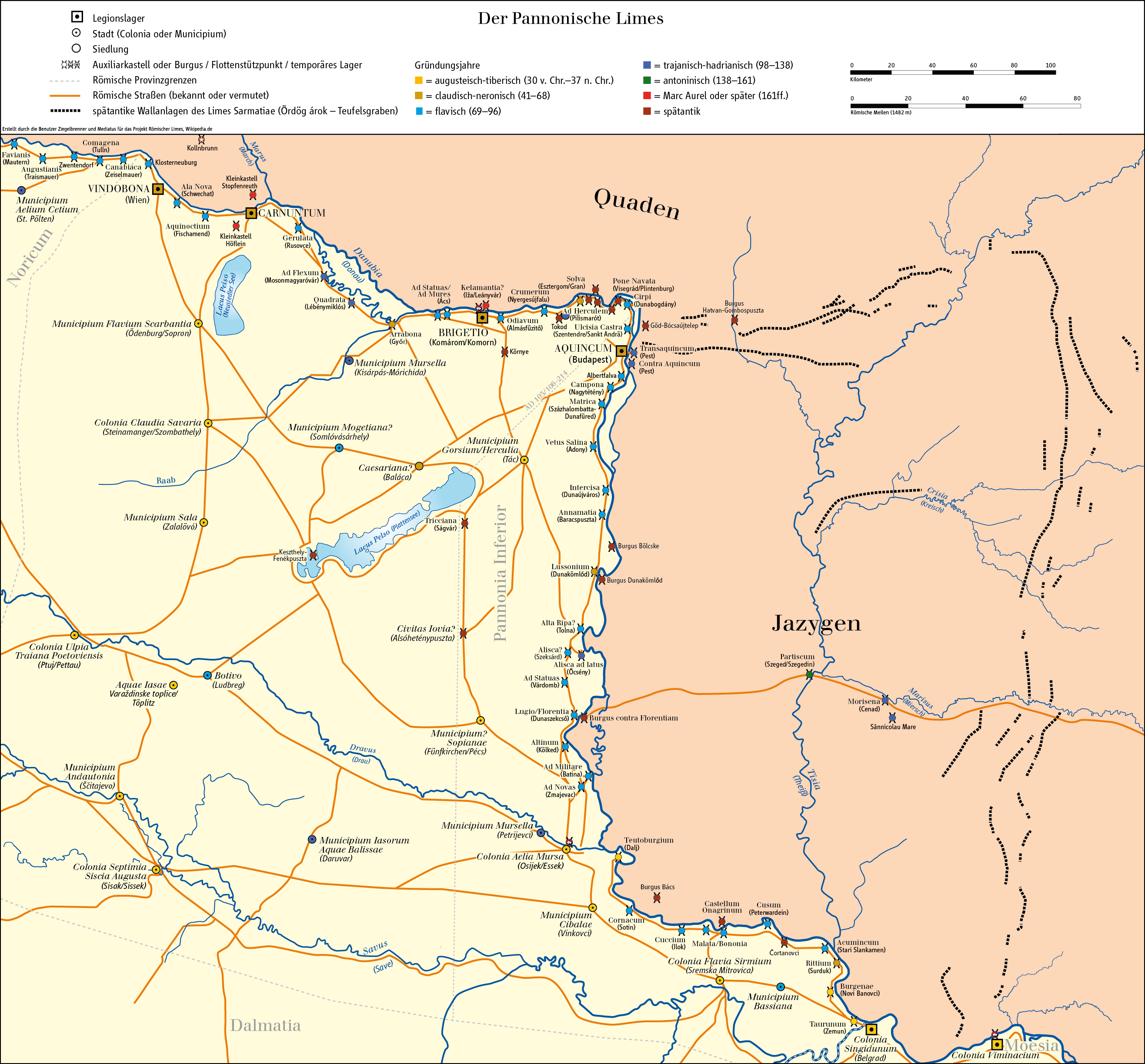
Die Lage von Mursa am pannonischen Limes.

Die Fortifikation wurde am Rand einer sich südlich der Drau erstreckenden Ebene errichtet. Im Gegensatz zu den meisten pannonischen Kastellen des 1. Jahrhunderts n. Chr. entstand sie nicht unmittelbar an dem zu überwachenden Donaulimes, sondern einige Kilometer weiter westlich. Dadurch war die unmittelbare Kontrolle und Beobachtung der Grenze vom Kastell aus nicht möglich. Der Hauptgrund für die ungewöhnliche Ortswahl ist eines der bis heute größten, weitgehend naturbelassenen Sumpfgebiete Europas (Stagnus Mursianus?), das auf kroatischer Seite den Naturpark Kopački rit und in Ungarn den Nationalpark Duna-Dráva bildet. Diese nur schwer zugängliche Auenlandschaft entstand im Mündungsbereich der Drau, die sich hier mit der Donau vereinigt. Neben zahlreichen Feuchtgebieten und Überschwemmungsflächen wird sie hauptsächlich von Altarmen und kleinen Seen geprägt. Die Vegetation der Flussaue entlang der Donau wird neben den Sumpfflächen von der baumartig wachsenden Silber-Weiden dominiert. Diese urtümliche, seit der Antike fast unverändert erhalten gebliebene Landschaft, machte der römischen Armee eine organisierte und nachhaltige Landeserschließung an diesem Abschnitt der Flussgrenze fast unmöglich und führte letztendlich dazu, dass Mursa nur eingeschränkt zur Grenzsicherung genutzt werden konnte und zeitweilig sogar aufgegeben wurde. Nur die sich aus dem frühen Lagerdorf (Vicus) entwickelte Zivilsiedlung an der Draubrücke konnte ihre Bedeutung auf Dauer beibehalten. Da die sonst stellenweise in Pannonien nachgewiesenen mittelkaiserzeitlichen Wachtürme beziehungsweise spätantiken Burgi im Bereich der Sumpfgebiete nicht vorhanden gewesen sein dürften, lag die Hauptlast der Grenzkontrolle in diesem Raum sicherlich bei der Donauflotte (Classis Pannonica), die ab der Spätantike unter neuer Bezeichnung und geänderten Organisations- und Befehlsstrukturen als Classis Histrica in Mursa einen wichtigen Flottenstützpunkt unterhielt.

## Forschungsgeschichte

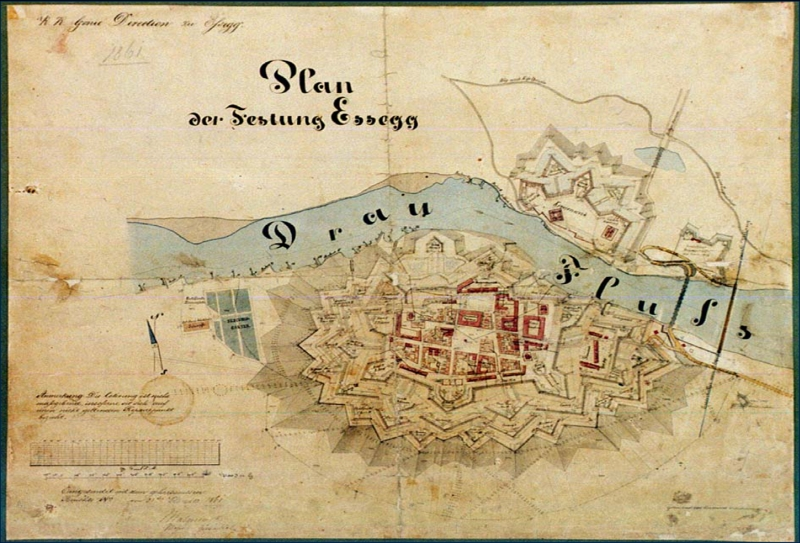
Die Festung von Esseg in ihrer Ausbaustufe von 1861. Die vielfach umkämpfte Anlage entstand im Mittelalter westlich der Unterstadt. Der Befestigungsring wurde erst ab 1923 abgebrochen.

Mursa war unter der Herrschaft des Kaisers Hadrian (117–138) zur Colonia erhoben worden und verlor bis zu Beginn der Spätantike seine militärische Bedeutung. Insbesondere die Reste der antiken Zivilsiedlung, die sich überwiegend in Essegs Unterstadt befanden, hatten schon in der frühen Neuzeit unter den Gelehrten für Aufsehen gesorgt. Ein Großteil der antiken Hinterlassenschaften, die Humanisten wie Stephanus Brodericus (1490–1539) und Wolfgang Lazius (1514–1565) in Esseg noch gesehen und beschrieben haben, ging aufgrund der zahlreichen Belagerungen der Stadt durch die Osmanen (Türkenkriege) unwiederbringlich verloren. Die Frontstädte an der Militärgrenze zum Osmanischen Reich wurden damals – teils mehrfach – neu verschanzt, wofür Unmengen an Baumaterial benötigt wurde, das am raschesten und billigsten aus den antiken Ruinen gewonnen werden konnte. Sowohl 1526, bei der Erstürmung der Stadt durch die Türken, als auch 1687 bei seiner Wiedereroberung durch die Habsburger war Esseg weitestgehend zerstört worden. Im 18. Jahrhundert dokumentierte die zwischen 1782 und 1785 erfolgte Josephinische Landesaufnahme das wenige an antikem Baubestand, das damals noch erhalten war. Der anhaltende Substanzverlust an den antiken Strukturen ging auch während des Wirtschafts- und Bevölkerungsaufschwungs nach dem Ende der Türkenkriege ungebremst weiter. Um diese Zeit berichtete der Gelehrte Matthias Petrus Katancsich (Matija Petar Katančić) (1750–1825) unter anderem, dass an einer Stelle 1600 Pariser Klafter (3118,46 Meter) an römischen Bausteinen gefunden und für Neubauten wiederverwendet wurden. Der Archäologe und Numismatiker Friedrich von Kenner (1834–1922) schrieb 1870, dass von den „Resten des alten Mursa“ aufgrund dieser Ausbeutung „fast nichts übrig“ sei.
Viktor Hoffiller (1877–1954), einer der Begründer der modernen kroatischen Archäologie, sondierte bei der Suche nach dem Kastell im Jahr 1913 das Gelände, auf dem sich heute die gynäkologischen Abteilung des Krankenhauses von Osijek befindet, doch gibt es bis heute – auch bedingt durch den jahrhundertelangen, tiefgreifenden Steinraub – keinen einzigen stichhaltigen archäologischen Befund zur Bestimmung des genauen Standortes der römischen Befestigungsanlage.

## Baugeschichte
Im Zuge der Stationierung römischer Truppen in Pannonien entstand in Mursa ein wichtiger Militärstützpunkt. Wie groß das Lager in seiner frührömischen beziehungsweise frühmittelkaiserzeitlichen Phase gewesen sein könnte, ist bisher reine Spekulation geblieben. Wissenschaftler vermuten, dass es schon vor dem großen Pannonischen Aufstand (6 bis 9 n. Chr.) – im Zuge der Besetzung des Landes – an dieser Stelle eine befestigte Militärstation zur Sicherung einer frühen Brücke über die Drau gegeben haben könnte. Vermutlich an der Stelle des im Zuge der Stadterhebung von Mursa aufgegebenen Kastells. Inschriftensteine aus den Gräberfeldern rund um Mursa erwähnen Angehörige mehrerer berittener und teilberittener Einheiten, die vermutlich hier auch in Garnison gelegen hatten.
In der Mitte des 20. Jahrhunderts waren die meisten kroatischen Wissenschaftler davon überzeugt, dass hier im Prinzipat eine Legion stand, um den Druck der kriegerischen sarmatischen Jazygen, die am gegenüberliegenden Donauufer lebten, von der pannonischen Südflanke zu nehmen. Diese Theorie stammte noch aus den Tagen des in Kroatien hochangesehenen Gelehrten Katancsich, der während der 2. Hälfte des 18. Jahrhunderts die Behauptung aufgestellt hatte, das Legionslager auch tatsächlich gefunden zu haben. Nach den Angaben Katancsichs besaß es einen quadratischen, 631,76 × 631,76 Meter großen Grundriss und bot daher ausreichend Platz für eine Legion und mehrere Hilfstruppenkohorten. Der österreichische Garnisonskommandant von Esseg, Karl Matasic, kam zu Beginn des 20. Jahrhunderts ebenfalls zu dem Ergebnis, dass dieses Lager rechteckig gewesen sein müsse und Seitenlängen von 500 × 640 Metern besessen habe. Zuletzt vermaß nur wenig später der auch als Hobbyarchäologe tätige Wasserbauingenieur Radoslav Franjetić den angeblichen Standort des Lagers mit 760 × 680 Metern. Franjetić hatte 1910 als Grundlage für seine Arbeit einen Stadtplan von 1786 mit den Aufzeichnungen Katancsichs verglichen. Letztendlich sollten diese Vermessungen aber immer die Dimensionen der ganzen antiken Stadt erfassen und nicht nur speziell die der militärischen Anlagen.

## Truppe und Militärpersonal
Aus Mursa sind durch Inschriftensteine mehrere Truppenkörper bekanntgeworden, die hier stationiert gewesen sein könnten. Welche dies im Einzelnen waren, lässt sich bis heute allerdings nicht mehr exakt festlegen. Einige der in Mursa bestatteten Militärpersonen sind wohl auch erst nach ihrer aktiven Dienstzeit in die Stadt oder ihr unmittelbares Einzugsgebiet zugezogen. Aus Grab 110, im nordöstlichen Gräberfeld, wurde 1906 die Grabstele eines Reitersoldaten, Velagenus Ulattius, Sohn des Mantus, geborgen. Bevor er im Alter von 38 Jahren starb, diente er 16 Jahre lang in der Cohors II Alpinorum equitata („2. teilberittene Kohorte der Alpenbewohner“). Seine Erben, der Centurio Longinus sowie Primus, ein Custos armorum der Benefiziarier, setzten ihm den Grabstein. Im gleichen Gräberfeld fand sich 1800 in Grab 111 die Stele des Niger Sveitrius, Sohn des Bataronis, er diente 17 Jahre als Reiter in der Ala I Aravacorum, als er mit 37 Jahren starb. Die beiden als Erben eingesetzten Geschwisterkinder Marcellus und Publius setzten dem Verstorbenen den Grabstein.
1925 kam in Grab 112 des nordöstlichen Gräberfeldes die Stele des Gaius Iulius Verecundus, Sohn des Gaius, zu Tage, der als Legionär der Legio X Gemina in der Zenturie des Paetus bereits 20 Jahre gedient hatte, bevor er in Mursa verstarb. Den in der Inschrift genannten Beinamen pia fidelis („pflichtbewusst und treu“) trug die Legion seit den Tagen des Kaisers Domitian (81–96). Eine nur bruchstückhaft erhaltene Grabinschrift aus der Unterstadt nennt den Veteranen Marcus Aurelius Achilleus, einen ehemaligen Custos armorum der in Aquincum (Budapest) stationierten Legio II Adiutrix. Auf einer weiteren Grabinschrift wird der mit 40 Jahren verstorbene Centurio Aurelius Secundus von der Legio XIIII Gemina genannt. Für seine Begräbnis sorgen seine Söhne, der Centurio Aurelius Annianus und der Feldzeichenträger (Signifer) Maximianus.
Eine in die Esseger Festung verschleppte Votivinschrift hinterließ der Militärtribun und Kohortenpräfekt (…)ntius Antoninus. Der Offizier gibt an, dass er als Tribun sowohl für die im oberpannonischen Legionslager Brigetio gelegene Legio I Adiutrix als auch für die in Aquincum stationierte Legio II Adiutrix tätig war und als Präfekt die Cohors I Ulpia Traiana Cugernorum (civium Romanorum) („1. Kohorte der Cugerner römischen Bürgerrechts ‚Ulpia Trajana‘“) führte. Einen weiteren Altar – dem Jupiter geweiht – hinterließ der Beneficiarius consularis Censorinius Maximus und der Tesserarius Aelius Balbinus löste ein Gelübde an die Glücksgöttin Fortuna Casualis ein.
Nach seiner Erhebung zur Colonia waren in Mursa bis in das 4. Jahrhundert n. Chr. offensichtlich keine römischen Truppen mehr stationiert. Erst danach wurden möglicherweise wieder eine Vexillation der unter der Herrschaft des Kaisers Diokletian (284–305) aufgestellten Legio VI Herculia („6. Legion des Herkules“) sowie eine Flottille der Donauflotte (Classis Histrica) hierher verlegt. Wenn auch ihr genauer Standort beziehungsweise Hafen bisher unbekannt geblieben ist, so lässt sich ihre Anwesenheit zumindest anhand der Notitia Dignitatum, einem spätantiken Staatshandbuch aus dem 5. Jahrhundert, die in ihren Truppenlisten einen Praefectus classis Histricae Mursae (Kommandeur der in Mursa liegenden Classis Histrica) erwähnt, beweisen.

## Colonia Aelia Mursa
Die rund 40.000 Quadratmeter große, nach einem einheitlichen Raster errichtete Stadt lag wie das noch nicht entdeckte Kastell überwiegend im östlichen Esseger Stadtteil Unterstadt, der unmittelbar an das Donauufer grenzt. Von der für die ortsgeschichtlichen Entwicklung wichtigen Draubrücke, deren Reste erstmals 1777 gesichtet wurden, konnte der Archäologe Mór Wosinsky (1854–1907) noch sechs Steinpfeiler bei niedrigem Wasserstand beobachten. Erst 1985 fanden archäologische Grabungen an den Fundamenten statt.
Während der Regierungszeit Kaiser Trajans (98–117) wurde Pannonien in zwei Provinzen unterteilt und Mursa damit zu einer wichtigen Kapitale der neuen Provinz Niederpannonien (Pannonia inferior). Hadrian, der daran anschließend die Siedlung durch Deduktion zur Colonia erhob, stiftete im Jahr 133 n. Chr. auch ein öffentliches Bauwerk, dessen Zweck heute allerdings unbekannt ist. Eine nur in Bruchstücken erhaltene Bauinschrift nennt den Namen des Kaisers und dass die Arbeiten von einer Bauvexillation der Legio II Adiutrix aus Aquincum durchgeführt wurden. Ein weiteres wichtiges Bauinschriftenfragment stammt von einer Wiederherstellung oder Renovierung der Brücke. Obwohl Name und Titulatur des Kaisers auf dieser Inschrift eradiert wurden, das heißt, der Damnatio memoriae zum Opfer fiel, konnte die Archäologin Danica Pinterović eine Rekonstruktion vornehmen und Kaiser Caracalla (211–217) als Auftraggeber identifizieren. Als logischen Zeitrahmen für diese Baumaßnahmen sah sie den historisch belegten Aufenthalt des Herrschers in Pannonien an. Der Archäologe Zsolt Mráv überarbeitete und korrigierte die Textrekonstruktion seiner Kollegin in einer neueren Studie von 2002 in mehreren Punkten. Gaius Aemilius Homullinus, Sohn des Gaius und Stadtrat von Mursa (decurio coloniae Mursae) ließ auf seine Kosten 50 Ladenlokale für Handeltreibende mit einer vorgelagerten Doppelportikus (porticibus duplicibus) errichten.
Wie alle bedeutenden Grenzstädte besaß auch Mursa eine Stadtmauer, ein Forum, eine Basilika, eine Kurie, Tempel, Thermen und ein Amphitheater. Die Befestigungswälle sicherten das Stadtareal und dessen Bewohner aber nur an drei Seiten, an der Nordfront, zur Drau hin, blieb die Colonia ungeschützt. Die meisten dieser Großbauten – wie beispielsweise den gemutmaßten großen Haupttempel der Stadt – konnten die Archäologen aber bisher nicht lokalisieren.
Zwar gibt es auch für das Amphitheater keinen archäologischen Befund und über seinen Standort kann gleichfalls nur spekuliert werden, doch erwähnt es der spätrömische Historiker Zosimos kurz im Zusammenhang mit der Schlacht bei Mursa und schreibt, dass es vor den Toren der Stadt lag. Franjetić machte in diesem Zusammenhang im frühen 20. Jahrhundert bei seinen Studien zu Mursa auf einem Stadtplan von 1786 eine elliptische Vertiefung aus, die am südwestlichen Ende des antiken Stadtareals lag und von dem Amphitheater stammen könnte. Nach Ende des Zweiten Weltkrieges wurde auch diese Stelle überbaut.

## Militärische Auseinandersetzungen bei Mursa
Im Spätsommer oder Frühherbst 260 n. Chr. wurde Mursa während der Usurpation des Ingenuus erstmals zum Schlachtfeld. Dieser war möglicherweise der damalige Statthalter von Niederpannonien und stellte sich hier den regierenden Kaiser Gallienus (253–268). Der Usurpator konnte aber bei Mursa vom kaisertreuen dakischstämmigen Kavalleriegeneral Aureolus rasch besiegt werden. Eine weitere innerrömische Auseinandersetzung mündete in die Schlacht bei Mursa im September 351 n. Chr., als Kaiser Constantius II. (337–360) dem Usurpator Flavius Magnus Magnentius erfolgreich entgegentrat. Diese Schlacht gilt als eine der blutigsten Auseinandersetzungen der römischen Geschichte.

## Wichtige Persönlichkeiten aus Mursa
335 n. Chr. ist erstmals ein Bischof der Colonia urkundlich belegt. Valens war Anhänger der arianisch-homöischen Theologie und trat im selben Jahr auf der Synode von Tyros in Erscheinung. Ein weiterer herausragender Sohn der Stadt war der kaiserliche Schatzmeister Marcellinus. Er kämpfte 351 n. Chr. an der Seite des von ihm unterstützten Usurpators Flavius Magnus Magnentius in der Schlacht bei Mursa und fand dabei den Tod. Als Siegesbote gegenüber dem Kaiser betätigte sich wiederum der oben genannte Bischof Valens, der 355 n. Chr. auf dem Konzil von Mailand, als entschiedener Befürworter der Arianer das Glaubensbekenntnis von Nicäa demonstrativ vor den Augen des Kollegiums zerriss.

## Ende und nachrömische Entwicklung
Gegen Ende des 4. Jahrhunderts wurde Mursa im Zuge der turbulenten Ereignisse der Völkerwanderung von den germanischen Goten verwüstet. Damals verschwanden höchstwahrscheinlich auch die bislang gefährlichsten römischen Gegner im südpannonischen Raum, die Jazygen. Nach dem Abzug der römischen Truppen aus Pannonien im Jahr 433 n. Chr. war die Colonia den Übergriffen der neuen Herren im Land, den Hunnen, ungeschützt ausgeliefert und wurden von diesen 441 n. Chr. deswegen auch gebrandschatzt. Um die Wende vom 5. zum 6. Jahrhundert war das antike Mursa dann endgültig zerstört und wurde von seinen Bewohnern verlassen. Erst gegen Ende des Mittelalters entwickelte sich das frühneuzeitliche Esseg – auf dem Areal der späteren Festung – um die Burg der slawischen Familie Kružić, etwas westlich der einstigen Colonia.

## Limesstraße

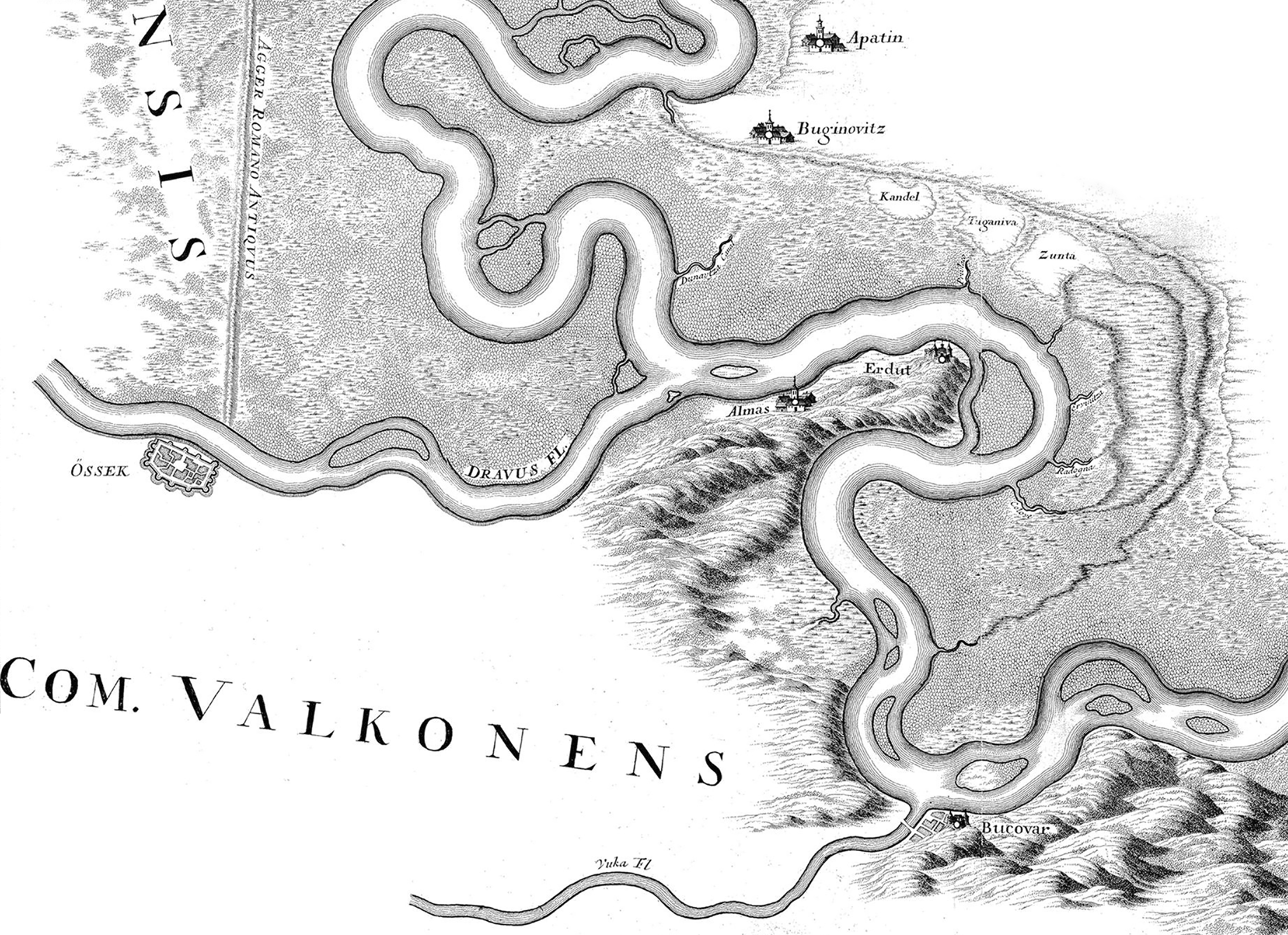
Esseg auf der von Marsigli 1726 veröffentlichten Donaukarte mit einem damals noch sehr gut erhaltenen Abschnitt der römischen Handels- und Heerstraße.

Der bedeutendste frühe Forscher, der in seinen detaillierten Landkarten insbesondere die zu seiner Zeit noch sichtbaren römischen Hinterlassenschaften einzeichnen ließ, war der italienische Gelehrte und Offizier Luigi Ferdinando Marsigli (1658–1730). Durch sein Werk Danubius Pannonico-Mysicus ist ein Abschnitt des damals offensichtlich noch ausgezeichnet erhaltenen, schnurgeraden antiken Straßenverlaufs erstmals bekannt geworden. Die aufgrund des sumpfige Geländes aufgeschüttete Trasse kommt bei Marsigli als Agger Romano Antiquus (antiker römischer Damm) unmittelbar von Norden und mündet am nördlichen Drauufer. An diesem Punkt befand sich einst die römische Brücke. Den südlichen Straßenverlauf konnte der Gelehrte wahrscheinlich nicht mehr verfolgen. Ein Straßendamm war dort wahrscheinlich auch nicht notwendig. Im 20. Jahrhundert beschrieb Pinterović nach seinen Hypothesen die Trassen genauer. Sie ging davon aus, dass zwei parallele Straßen von Norden zur Drau führten. Die von Marsigli gezeichnete Trasse hätte danach unmittelbar die Richtung nach Mursa genommen, während eine zweite etwas weiter östlich, weiter im sumpfigen Grenzgebiet, durch das nördlichere Fischerdorf Kopaćevo (Kopács) in die Ortschaft Nemetin geführt habe. Pinterović begründete ihre Vermutung damit, dass die in der Tabula Peutingeriana eingezeichnete Straße nicht direkt durch Mursa, sondern eben östlich davon verläuft. Nach dieser Theorie wäre der östlichere Verbindungsweg die eigentliche Limesstraße gewesen. Der Nordrand von Kopaćevo ist für die Limesforschung durch Reste römischer Gebäude bekannt geworden, die zu einem Kastell gehört haben könnten. Im Ort selber fanden sich Münzen, römische Gräber, weitere Bauspuren sowie ein dem Göttervater Jupiter geweihter Altar. Das östlich von Mursa an der Drau gelegene Nemetin wiederum wurde bereits im 19. Jahrhundert mit dem antiken Ad Labores gleichgesetzt. Wie der Archäologe Sándor Soproni (1926–1995) vermerkte, könnte Ad Labores allerdings auch mit Kopaćevo gleichzusetzen sein.
An der römischen Draubrücke wurden zu beiden Seiten zwei Meilensteine aus der Regierungszeit des Kaisers Severus Alexander (222–235) gefunden. Ein dritter aus der Amtszeit des Kaisers Maximinus Thrax (235–238) kam an der bedeutenden Straße von Mursa nach Aquincum an der Stelle aus dem Boden, an der diese auf die nach Poetovio (Ptuj) abzweigende Straße traf.

## Weiteres wichtiges Fundgut

### Steindenkmäler
Ein Votivaltar an Jupiter wurde von Gamicus, höchstwahrscheinlich ein Kassenwart der Bergbauverwaltung, zum Heil des Gaius Iulius Agathopus, eines conductor ferrariarum Pannoniarum itemque provinciarum transmarinarum aufgestellt. Der Altar fand sich nahe der Draubrücke. Agathopus war als privater Steuerpächter von pannonischen und überseeischen Eisenbergwerken ein Großunternehmer und hatte möglicherweise in Mursa seinen Verwaltungssitz. Ein bedeutendes Zentrum des niederpannonischen Eisenabbaus lag in Ljubljana (Laibach). Von dort stammt ein weiterer Weihealtar, diesmal für die von den Bergleuten besonders verehrte Erdgöttin Terra Mater. Der Dedikant Callimorphus war als Bergwerksverwalter (vilicus ferrariarum) für Agathopus tätig. Am 21. April 201 n. Chr. stiftete er dem Unternehmer einen konsulardatierten Altar. 209 n. Chr. erscheint Callimorphus in Laibach erneut auf einem Terra-Mater-Altar, nun aber ist er dem damaligen Statthalter Titus Flavius Verecundus unterstellt, da die pannonisch-dalmatinischen Eisenbergwerke zwischenzeitlich wieder verstaatlicht worden waren und dem kaiserlichen Fiscus zugeteilt wurden.

### Ziegelstempel
Zu den wichtigen Funden aus Mursa gehören die Ziegelstempel. Speziell die für diesen Artikel wichtigen militärischen Stempel der Legio VI Herculia kamen in großer Zahl aus dem Boden. Doch auch Marken der Legio VII Claudia, und der Cohors VII Breucorum sind bekannt. Einige der gestempelten Ziegel könnten an die Drau verhandelt worden sein, andere aber auch von hier stationierten Truppen stammen. Möglicherweise wurden auch Bautrupps diverser Einheiten hierher gesandt.

## Fundverbleib

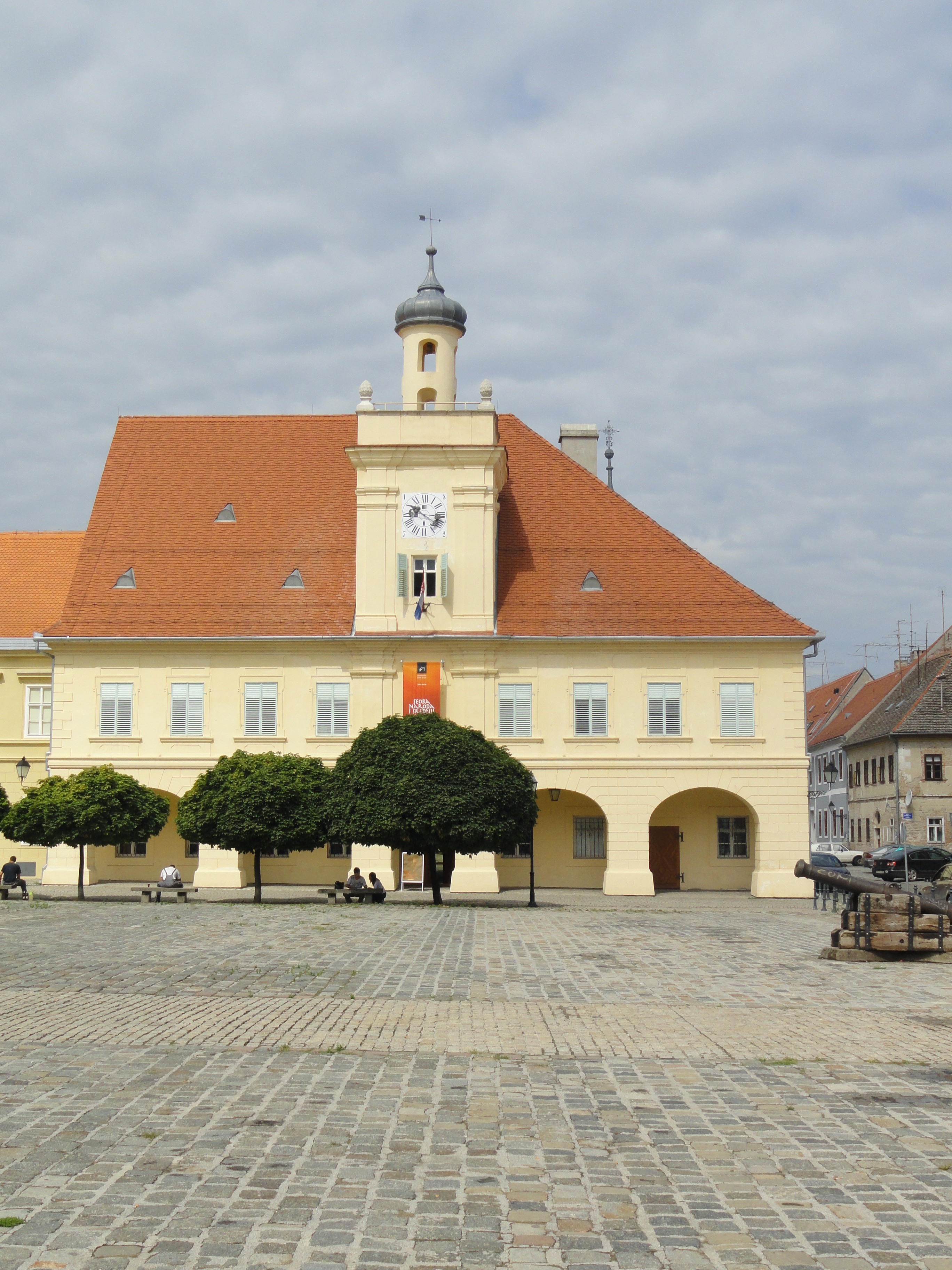
Die Ausstellungsräume des Archäologischen Museums von Osijek befinden sich in der alten Stadtwache.

Römische Funde aus Mursa befinden sich heute im Slawonischen Museum in Osijek, im 2007 eröffneten Archäologischen Museum in Osijek, im Woiwodinischen Museum (Vojvodanski muzej) in Novi Sad, im Archäologischen Museum in Zagreb, im Janus-Pannonius-Museum in Pécs sowie im Ungarischen Nationalmuseum in Budapest.

## Denkmalschutz
Archäologische Funde und Stätten sowie archäologische Zonen, Landschaften und Teile davon sind Kulturgüter der Republik Kroatien und genießen besonderen Schutz. Zuständig ist die Kroatische Verwaltungsbehörde für Denkmalschutz im Ministerium für Kultur in Zagreb. Den Schutz regelt das auf Artikel 89 der kroatischen Verfassung erlassene Gesetz Nr. 01-081-99-1280/2 vom 18. Juni 1999 mit seinen nachfolgenden Ergänzungen und Änderungen. Beschädigung, Zerstörung und der Diebstahl von Kulturgütern ist sofort, aber spätestens am nächsten Tag der zuständigen Behörde zu melden. Unangemeldete Grabungen sind verboten, Verstöße gegen die Ausfuhrregelungen werden im schwersten Fall als Verbrechen, im leichtesten Fall als Vergehen im Sinne der kroatischen Gesetzgebung gerichtlich geahndet.